# Record Report
Record Report — офіційний чарт синглів Венесуели, заснований у 1990 році, який ранжує пісні на основі їхнього радіопрослуховування.

## Історія
У 2005 році Закон про соціальну відповідальність на радіо і телебаченні зобов'язав радіостанції в обов'язковому порядку розміщувати венесуельську музику (традиційну та популярну) у своїх програмах. До прийняття закону, музика, яка могла лунати на венесуельських радіостанціях, не була обмежена за жанрами.
У чарті представлено НАЙКРАЩІ 20 у відкритому доступі, а повний список доступний для передплатників. Надані чарти: НАЙКРАЩІ 100, НАЙКРАЩІ Традиційні, НАЙКРАЩІ Латино, НАЙКРАЩІ Сальса, Національний попрок та Загальний попрок.